# Azochis cirrhigeralis
Azochis cirrhigeralis là một loài bướm đêm trong họ Crambidae.